# Калішам (Рудбар)
Калішам (перс. كليشم) — село в Ірані, у дегестані Калішам, у бахші Амарлу, шагрестані Рудбар остану Ґілян. За даними перепису 2006 року, його населення становило 704 особи, що проживали у складі 224 сімей.

## Клімат
Середня річна температура становить 8,93 °C, середня максимальна – 24,68 °C, а середня мінімальна – -8,93 °C. Середня річна кількість опадів – 333 мм.
| Клімат поселення                              | Клімат поселення | Клімат поселення | Клімат поселення | Клімат поселення | Клімат поселення | Клімат поселення | Клімат поселення | Клімат поселення | Клімат поселення | Клімат поселення | Клімат поселення | Клімат поселення | Клімат поселення |
| Показник                                      | Січ.             | Лют.             | Бер.             | Квіт.            | Трав.            | Черв.            | Лип.             | Серп.            | Вер.             | Жовт.            | Лист.            | Груд.            |                  |
| Середній максимум, °C                         | 2,68             | 4,05             | 6,24             | 12,97            | 18,42            | 22,78            | 24,66            | 24,68            | 21,26            | 17,44            | 11,29            | 5,70             |                  |
| Середня температура, °C                       | −3,13            | −1,74            | 0,44             | 7,19             | 12,62            | 16,98            | 19,62            | 19,64            | 16,22            | 12,40            | 6,27             | 0,68             |                  |
| Середній мінімум, °C                          | −8,93            | −7,55            | −5,36            | 1,39             | 6,80             | 11,17            | 14,59            | 14,62            | 11,16            | 7,36             | 1,22             | −4,37            |                  |
| Норма опадів, мм                              | 33               | 36               | 58               | 47               | 35               | 9                | 8                | 6                | 6                | 23               | 33               | 39               |                  |
| Середньомісячна швидкість вітру, м/с          | 1.86             | 2.43             | 2.60             | 3.12             | 2.75             | 2.69             | 2.76             | 2.55             | 2.29             | 2.29             | 2.18             | 1.82             |                  |
| Середньомісячна сонячна радіація, кДж/м²·день | 7672             | 10148            | 12795            | 16959            | 21257            | 24901            | 25389            | 22275            | 18653            | 13133            | 9493             | 7306             |                  |
| --------------------------------------------- | ---------------- | ---------------- | ---------------- | ---------------- | ---------------- | ---------------- | ---------------- | ---------------- | ---------------- | ---------------- | ---------------- | ---------------- | ---------------- |
| Джерело:                                      |                  |                  |                  |                  |                  |                  |                  |                  |                  |                  |                  |                  |                  |